# Augusto Di Muri
Augusto Di Muri (Lerici, 29 marzo 1973) è un allenatore di calcio ed ex calciatore italiano, di ruolo difensore.

## Carriera

### Giocatore
Cresciuto nella Juventus, a partire dal 1991 milita nello Spezia e nel Bari, con cui esordisce in Serie B disputando 18 partite nella stagione 1992-1993. Nel 1993 passa al Brescia, con cui ottiene la promozione nella massima serie. Debutta in Serie A la stagione successiva, il 4 settembre 1994 contro la Juventus, totalizzando a fine stagione 9 presenze senza reti. Dopo la retrocessione delle Rondinelle passa al Novara, in Serie C2, con cui ottiene la promozione in Serie C1.
In seguito milita per un'annata nel Fiorenzuola (sempre in Serie C1), prima di ritornare nella serie cadetta, acquistato dal Genoa nell'ambito di un accordo di collaborazione stipulato tra le due società. Rimane a Genova per una stagione e mezza, prima di tornare definitivamente in Serie C1 con le maglie di Modena, Alzano Virescit e di nuovo Spezia.
Dopo una stagione in Serie C2 nel Bellaria Igea Marina, nel 2004 scende tra i dilettanti, disputando due stagioni nel Fo.Ce.Vara e una nella Sarzanese, entrambe in Serie D.

### Allenatore
Inizia la carriera di allenatore guidando la formazione Giovanissimi del Fo. Ce. Vara. Nel 2010 ricopre lo stesso incarico alla Sarzanese, e nel novembre dello stesso anno viene chiamato alla guida della prima squadra, in sostituzione dell'esonerato Giacomo Lazzini. L'esperienza sulla panchina della formazione spezzina dura fino a febbraio, quando viene esonerato a sua volta a causa dei risultati negativi ottenuti.
Nella stagione 2011-2012 torna ad allenare le giovanili, guidando i giovanissimi dello Spezia.

## Palmarès

### Giocatore

#### Competizioni nazionali
- Serie C2: 1

Novara: 1995-1996

#### Competizioni internazionali
- Coppa Anglo-Italiana: 1

Brescia: 1993-1994